# Adalimumab
Adalimumab ist ein therapeutischer humaner monoklonaler Antikörper gegen den Tumornekrosefaktor-α und wird daher auch als TNF-Blocker bezeichnet. Es gehört zur Wirkstoffklasse der krankheitsmodifizierenden Antirheumatika (DMARDs). Adalimumab wird zur Behandlung von rheumatoider Arthritis, Schuppenflechte (Plaque-Psoriasis), Psoriasis-Arthritis, axialer Spondyloarthritis einschließlich Spondylitis ankylosans, Hidradenitis suppurativa (Acne inversa), Uveitis, juveniler idiopathischen Arthritis und der chronisch entzündlichen Darmerkrankungen Morbus Crohn und Colitis ulcerosa eingesetzt.
Das 2002 in den USA und 2003 in der EU eingeführte Originatorpräparat Humira galt 2018 als weltweit umsatzstärkstes Medikament.

## Klinische Angaben

### Anwendung
Adalimumab ist in der Europäischen Union und teilweise in der Schweiz zugelassen in folgenden Anwendungsgebieten:
für Erwachsene zur Behandlung
- der rheumatoiden Arthritis
  - in mäßiger bis schwerer aktiver Form bei unzureichendem Ansprechen auf krankheitsmodifizierende Antirheumatika (DMARDs) einschließlich MTX oder
  - in schwerer, aktiver und progressiver Form in Kombination mit MTX bei Erwachsenen, die zuvor nicht mit Methotrexat behandelt worden sind,
    - jeweils entweder in Kombination mit MTX oder in Monotherapie (im Falle einer Unverträglichkeit gegenüber MTX oder wenn die weitere Behandlung mit MTX nicht sinnvoll ist),
- der axialen Spondyloarthritis
  - in Form der schweren aktiven ankylosierenden Spondylitis bei unzureichendem Ansprechen auf eine konventionelle Therapie,
  - in Form der schweren axialen Spondyloarthritis ohne Röntgennachweis einer AS (nr-axSpA), aber mit objektiven Anzeichen der Entzündung durch erhöhtes C-reaktives Protein und/oder MRT, bei unzureichendem Ansprechen auf nichtsteroidale Antirheumatika (NSAR) oder wenn eine Unverträglichkeit gegenüber diesen vorliegt,
- der aktiven und progressiven Psoriasisarthritis (Arthritis psoriatica) bei unzureichendem Ansprechen auf eine vorherige Basistherapie,
- der mittelschweren bis schweren chronischen Plaque-Psoriasis, sofern eine systemische Therapie (in der Schweiz: oder eine PUVA-Therapie) infrage kommt,
- der mittelschweren bis schweren aktiven Hidradenitis suppurativa (Acne inversa) bei unzureichendem Ansprechen auf eine konventionelle systemische Therapie,
- des mittelschweren bis schweren, aktiven Morbus Crohn, wenn trotz einer vollständigen und adäquaten Therapie mit einem Kortikosteroid und/oder einem Immunsuppressivum kein ausreichendes Ansprechen erfolgt oder wenn eine Unverträglichkeit gegenüber einer solchen Therapie vorliegt oder wenn eine solche Therapie kontraindiziert ist,
- der mittelschweren bis schweren aktiven Colitis ulcerosa, wenn das Ansprechen auf eine konventionelle Therapie unzureichend war oder bei Unverträglichkeit gegenüber einer solchen Therapie haben oder wenn eine solche Therapie kontraindiziert ist,
- der nicht infektiösen Uveitis (Uveitis intermedia, Uveitis posterior und Panuveitis) bei unzureichendem Ansprechen auf Kortikosteroide, wenn eine Kortikosteroid-sparende Behandlung benötigt wird oder wenn eine Behandlung mit Kortikosteroiden nicht geeignet ist.

für Kinder und Jugendliche zur Behandlung
- der aktiven polyartikulären juvenilen idiopathischen Arthritis bei Kindern und Jugendlichen ab 2 Jahren (in der Schweiz: ab 4 Jahren), die nur unzureichend auf ein oder mehrere krankheitsmodifizierende Antirheumatika (DMARDs) angesprochen haben, entweder in Kombination mit Methotrexat (MTX) oder als Monotherapie (im Falle einer Unverträglichkeit gegenüber MTX oder wenn die weitere Behandlung mit MTX nicht sinnvoll ist),
- der Enthesitis-assoziierten Arthritis bei Kindern und Jugendlichen ab 6 Jahren, die nur unzureichend auf eine konventionelle Therapie angesprochen haben oder die eine Unverträglichkeit gegenüber einer solchen Therapie haben (in der Schweiz nicht zugelassen),
- der schweren chronischen Plaque-Psoriasis bei Kindern und Jugendlichen ab 4 Jahren (in der Schweiz: ab 6 Jahren), die nur unzureichend auf eine topische Therapie (in der Schweiz stattdessen: systemische Vortherapien) und PUVA-Therapie angesprochen haben oder für die diese Therapien nicht geeignet sind,
- der mittelschweren bis schweren aktiven Hidradenitis suppurativa (Acne inversa) bei Jugendlichen ab 12 Jahren, die unzureichend auf eine konventionelle systemische Therapie ansprechen (in der Schweiz nicht zugelassen),
- des mittelschweren bis schweren, aktiven Morbus Crohn bei Kindern und Jugendlichen ab 6 Jahren, die nur unzureichend auf eine konventionelle Therapie angesprochen haben oder die eine Unverträglichkeit gegenüber einer solchen Therapie haben oder bei denen eine solche Therapie kontraindiziert ist,
- mittelschweren bis schweren aktiven Colitis ulcerosa bei Kindern und Jugendlichen ab 6 Jahren, die nur unzureichend auf eine konventionelle Therapie angesprochen haben oder die eine Unverträglichkeit gegenüber einer solchen Therapie haben oder bei denen eine solche Therapie kontraindiziert ist (in der Schweiz nicht zugelassen),
- der chronischen nicht infektiösen Uveitis anterior bei Kindern und Jugendlichen ab 2 Jahren, die unzureichend auf eine konventionelle Therapie angesprochen haben oder die eine Unverträglichkeit gegenüber einer solchen Therapie haben oder für die eine konventionelle Therapie nicht geeignet ist (in der Schweiz nicht zugelassen).

In der Regel wird bei Erwachsenen Adalimumab jede zweite Woche subkutan injiziert. Oft führen die Patienten dies nach entsprechender Einweisung selbständig durch. Ein Ansprechen der Behandlung sollte innerhalb von zwölf Wochen zu beobachten sein. In klinischen Studien wurden Patienten bis zu fünf Jahre lang mit Adalimumab behandelt.

### Gegenanzeigen und andere Anwendungsbeschränkungen
Gegenanzeigen sind eine Überempfindlichkeit gegen Adalimumab, ferner schwere Infektionen wie aktive Tuberkulose, Sepsis und opportunistische Infektionen sowie Herzinsuffizienz. Infektionen sind deshalb so kritisch, weil aufgrund des immunsupprimierenden Wirkungsmechanismus von Adalimumab die körpereigene Abwehr gegen die Infektion geschwächt wird.
Bei Monotherapie mit Adalimumab ist die Wahrscheinlichkeit erhöht, dass Antikörper gegen Adalimumab gebildet werden. Dadurch wird die Clearance erhöht und es resultiert eine verminderte Wirksamkeit von Adalimumab. Bei der gleichzeitigen Anwendung von Adalimumab und Etanercept wurden schwere Infektionen beobachtet, ohne dass die Kombinationstherapie einen zusätzlichen Nutzen aufwies; deshalb wird diese Kombination nicht empfohlen.
Bei der Anwendung von Adalimumab in über 1000 Schwangerschaften gab es keinen Hinweis auf ein erhöhtes Fehlbildungsrisiko. Während der Embryogenese zu Beginn der Schwangerschaft ist es unwahrscheinlich, dass das große Molekül die Plazenta in relevantem Umfang passiert. In der späteren Schwangerschaft gelangt Adalimumab durch den Fc-Rezeptor in der Plazenta zum Feten, wodurch therapeutische Wirkstoffkonzentrationen erreicht werden können. Nach der Geburt baut sich die Wirkstoffkonzentration im Kind langsam ab. Daher wird vorsichtshalber dazu geraten in der zweiten Schwangerschaftshälfte exponierte Kinder erst 5 Monate nach der letzten intrauterinen Adalimumab Gabe mit Lebendimpfstoffen zu impfen. Adalimumab konnte nur in geringen Konzentrationen in der Muttermilch nachgewiesen werden und die orale Verfügbarkeit ist gering. Es wurden keine Nebenwirkungen bei gestillten Säuglingen beobachtet. Somit ist Stillen möglich.
Adalimumab wurde noch nicht bei Patienten mit Leber- oder Nierenfunktionsstörungen untersucht.

### Unerwünschte Wirkungen
Die häufigsten unerwünschten Wirkungen sind Reaktionen an der Einstichstelle, wie Schmerzen, Schwellungen, Rötung oder Juckreiz. Ferner können Kopfschmerzen, Schmerzen in Muskeln und Knochen, Übelkeit und Erbrechen und Hautausschläge, Appetitlosigkeit, Veränderungen im Blutbild (z. B. Erhöhung/Verringerung der weißen Blutkörperchen oder Anämie) und erhöhte Leberenzymwerte auftreten. Da Adalimumab die Immunabwehr unterdrückt, ist das Risiko erhöht, an opportunistischen Infektionen zu erkranken, die unter Umständen einen schweren Verlauf bis hin zur Sepsis nehmen können. Es können maligne Lymphome auftreten. Aufgrund dessen ist es wichtig, eine engmaschige Kontrolle (Untersuchungen beim Hautarzt, Frauenarzt etc.) durchzuführen.

## Pharmakologische Eigenschaften

### Wirkungsmechanismus
Adalimumab ist ein humaner monoklonaler Antikörper vom Typ IgG1, der hoch spezifisch an das Zytokin Tumornekrosefaktor-alpha (TNF-α) bindet und seine Wirkung neutralisiert. TNF-α ist ein wichtiger Signalstoff des Immunsystems, der in Zellen unter anderem die Bildung von Entzündungsmediatoren auslösen kann. Bei entzündlichen Erkrankungen wie rheumatoider Arthritis liegt TNF-α in erhöhter Konzentration vor; die Neutralisierung von TNF-α durch Adalimumab führt zu einer raschen Besserung verschiedener Entzündungsparameter wie C-reaktives Protein und Interleukin-6. In placebokontrollierten Studien konnte gezeigt werden, dass Patienten nach Adalimumab-Behandlung deutlich verbessertes Ansprechen entsprechend den Kriterien des American College of Rheumatology (ACR) zeigten. Auch ein verzögertes Fortschreiten der Erkrankung und eine verbesserte Lebensqualität konnte festgestellt werden. Die Verbesserung wurde bis zu drei Jahre lang bestimmt und hielt über diesen Zeitraum an.

### Aufnahme und Verteilung im Körper
Die Resorption und Verteilung von Adalimumab nach subkutaner Injektion einer Einzeldosis ist sehr langsam; die maximale Plasmakonzentration wurde nach fünf Tagen beobachtet. Die absolute Bioverfügbarkeit liegt bei 64 Prozent.

### Toxikologie
Eine dosisbegrenzende Toxizität wurde während der klinischen Studien nicht beobachtet. In Tierversuchen mit Nagetieren war eine fast 2000fache Überdosis gut verträglich. In Versuchen mit Javaneraffen wurde für Adalimumab ein NOAEL von 32 mg/kg bestimmt.

## Entwicklung und Vermarktung
Adalimumab ist ein rekombinanter humaner monoklonaler Antikörper, der in CHO-Zellen produziert wird. Der Antikörper wird mit Hilfsstoffen zu einer wässrigen Injektionslösung mit 40 mg Adalimumab in 0,4 ml oder 0,8 ml Lösung verarbeitet.
Adalimumab wurde in Zusammenarbeit zwischen dem britischen Biotechnologieunternehmen Cambridge Antibody Technology (heute Teil von AstraZeneca) und dem Pharmaunternehmen BASF-Knoll Pharma, heute AbbVie, entwickelt.
Im Gegensatz zu vielen anderen Antikörpern wurde Adalimumab durch Phagen-Display aus einer Bank humaner Immunglobulinsequenzen identifiziert. Adalimumab ist somit ein „vollständig humaner“ Antikörper. Das bedeutet, dass die codierenden Sequenzen keine klonierten Elemente aus anderen Spezies enthalten.  Die Struktur des Vorbilds, IgG1, wurde jedoch in vitro stark modifiziert, um die Avidität des Antikörpers für sein Target zu optimieren.
Die Markteinführung von Humira war im Dezember 2002 in den USA; die Zulassung für die Europäische Union wurde im September 2003 erteilt. Im Jahr der Markteinführung war Humira deutlich teurer als andere TNF-α-Blocker  wie Enbrel (Etanercept) oder Remicade (Infliximab) und kostete ein Vielfaches des Basisantirheumatikums Methotrexat. 2013 ist Humira mit 10,7 Milliarden US-$ Jahresumsatz einer der kommerziell erfolgreichsten monoklonalen Antikörper. 2018 erzielte Abbvie mit Humira ca. 61 % seiner Nettoumsatzerlöse, was etwa 19,9 Mrd. US-Dollar entspricht und gilt als weltweit umsatzstärkstes Medikament. Mit der Markteinführung von Biosimilars kam es zu Preisreduktionen für Adalimumab.
Adalimumab wurde in der EU auch unter dem Markennamen Trudexa zugelassen, aber nie unter diesem Namen in den Verkehr gebracht. 2007 hat Abbott die Marktzulassung für Trudexa freiwillig aus kommerziellen Gründen aufgegeben. 2017 wurden in der EU eine Reihe Biosimilars zugelassen.

## Handelsnamen
Humira (AbbVie Ltd. – EU, USA, CH, CA, JP)
Biosimilars
- EU: Amgevita (Amgen), Cyltezo (Boehringer Ingelheim), Hulio (Mylan), Hyrimoz (Sandoz/Hexal), Idacio (Fresenius Kabi), Imraldi (Biogen/Samsung Bioepis), Solymbic (Amgen), Yuflyma (Celltrion Healthcare)
- USA: Amjevita, Cyltezo,  Hyrimoz, Yuflyma
- IN: Adfrar (Torrent Pharmaceuticals), Exemptia (Cadila Healthcare)